# سليم ياماداييف
سليم ياماداييف (21 يونيو 1973 – 28 مارس 2009)، قائد عكسري روسي مسلم كان قائداً لكتيبة فوستوك الشيشانية في أيام الحرب الشيشانية الأولى بجانب شقيقه دزهابريل ياماديف وبادرودي وعيسى ورسلان.
في 5 مارس 2003، اغتيل شقيق سليم دزابرايل يامادييف بقنبلة. في 24 سبتمبر 2008، قُتل شقيق سليم الآخر رسلان ياماداييف بالرصاص على جسر سمولينسكايا في موسكو. وذكرت التقارير الصحفية الأولية أن الضحية هو سليم ياماداييف؛ ولكن صحح الاسم لاحقًا. اغتيل سليم بإطلاق النار عليه في دبي في 28 مارس 2009، وتوفي في المستشفى في 30 مارس 2009.

## حياته
ولد سليم يماداييف في غودورميس في الشيشان عام 1973 ثم درس إدارة الأعمال في موسكو. حارب ضد الروس أثناء حرب الشيشان الأولى 1994 – 1996 ثم الثانية قبل أن ينقلب على معسكره في عام 1999، تحالف مع القائد الشيشاني أحمد قديروف (والد الرئيس الحالي) وسمح له بالسيطرة على مدينة غودورميس مسقط رأسه دون قتال، أصبح قائد وحدة (فوستوك) العسكرية التابعة للمخابرات الروسية، قتل أبو الوليد الغامدي الزعيم الإسلامي الكبير والذي انتهج حرب العصابات الشيشانية ضد القوات الروسية.
في 2003 نال لقب بطل روسيا وهو أرقى تكريم تمنحه المؤسسة العسكرية في موسكو، في 14 أبريل 2008 جرت مواجهات بين قواته وقوات قادروف في غودورميس وكانت بداية نهاية علاقة الرجلين. صدرت بحقه مذكرة اعتقال روسية في الأول من أغسطس 2008 ولكن سرعان ما طوت صفحة مذكرة الاعتقال في 22 أغسطس 2008 بعد حارب مع القوات روسيا في أوسيتيا الجنوبية ضد جورجيا. قتل خطأ شقيقه رسلان يماداييف في 24 سبتمبر 2008 في موسكو، لظنهم بأنه سليم. تعرض إلى 19 محاولة اغتيال قبيل وصوله إلى دبي.
اغتيل في دبي في 28 مارس 2009. أين كان يعيش مع زوجته وأطفاله الستة واتهم النائب الأول لرئيس الوزراء الشيشاني آدم دليمخانوف.